# Saint Seiya: Zażarta walka bogów
Saint Seiya: Zażarta walka bogów – jeden z pięciu filmów animowanych, pełnometrażowych nawiązujących do Rycerzy Zodiaku, stworzony w 1988 roku. Akcja filmu dzieje się w Asgardzie, prawdopodobnie po wojnie Rycerzy z Brązu z Świętymi Wojownikami.

## Fabuła
Hyoga zaginął w Asgardzie w czasie jednej ze swoich misji. Saori, Seiya, Shiryu, Shun i Ikki wyruszają do krainy wiecznej zimy, by go odnaleźć. Jednakże tam Saori zniknęła równie szybko, jak się pojawiła. 
Z kolei nad światem znów są czarne chmury z powodu ambicji Dolbara i panującego nim Odyna. 

## Postacie

### Bogowie
- Saori Kido – Atena (Keiko Han)
- Odyn

### Rycerze z Brązu
- Seiya (Tôru Furuya)
- Hyoga (Kôichi Hashimoto)
- Shun (Ryô Horikawa)
- Ikki (Hideyuki Hori)
- Shiryu (Hirotaka Suzuoki)

### Boży Rycerze
- Man (Daisuke Gōri)
- Ul (Akira Murayama)
- Lung (Tesshô Genda)
- Frey (Keiichi Nanba)
- Loki (Yû Mizushima)

### Inni
- Dolbar (Iemasa Kayumi)
- Freya (Satoko Yamano)